# Меммельсоффен
Меммельсоффен (фр. Memmelshoffen) — коммуна на северо-востоке Франции в регионе Гранд-Эст (бывший Эльзас — Шампань — Арденны — Лотарингия), департамент Нижний Рейн, округ Агно-Висамбур, кантон Висамбур. До марта 2015 года коммуна административно входила в состав упразднённого кантона Сульц-су-Форе (округ Висамбур).
Площадь коммуны — 1,82 км², население — 322 человека (2006) с тенденцией к стабилизации: 327 человек (2013), плотность населения — 179,7 чел/км².

## Население
Население коммуны в 2011 году составляло 324 человека, в 2012 году — 326 человек, а в 2013-м — 327 человек.
| 1962 | 1968 | 1975 | 1982 | 1990 | 1999 | 2006 | 2008 | 2011 | 2012 | 2013 |
| ---- | ---- | ---- | ---- | ---- | ---- | ---- | ---- | ---- | ---- | ---- |
| 300  | 300  | 279  | 273  | 263  | 317  | 322  | 321  | 324  | 326  | 327  |

Динамика населения:

## Экономика
В 2010 году из 215 человек трудоспособного возраста (от 15 до 64 лет) 167 были экономически активными, 48 — неактивными (показатель активности 77,7 %, в 1999 году — 71,2 %). Из 167 активных трудоспособных жителей работали 157 человек (85 мужчин и 72 женщины), 10 числились безработными (6 мужчин и 4 женщины). Среди 48 трудоспособных неактивных граждан 12 были учениками либо студентами, 12 — пенсионерами, а ещё 24 — были неактивны в силу других причин.